# Catford
Catford est un district du Sud-Est de Londres, faisant essentiellement parti du borough de Lewisham sur la rive Sud de la Tamise.